# Сценослед
Сценослед је један од почетних фаза у изради сценарија за филм и садржи кратак опис појединачних сцена, које су хронолошки поређане. 
Обично следи након тритмента, иако му може и претходити или га у потпуности заменити, у зависности од режисера. Ова метода се може упоредити са сторибордом, с тим што су сцене, уместо цртежима или сликама, приказане једино речима.